# Запояска В'ячеслав Олексійович
В'ячеслав Олексійович Запояска (нар. 24 серпня 1980, Харків) — український футболіст, лівий півзахисник. Колишній гравець юнацької та молодіжної збірних України. Учасник Юнацького чемпіонату Європи (U-16) 1997 року.

## Клубна кар'єра
Вихованець СДЮСШОР клубу «Металіст» з Харкова. Перший тренер — В. Крячко. Футбольну кар'єру розпочинав у «Металісті».
Влітку 2002 року перейшов у саратовський «Сокіл». Сезон 2004 року провів у білоруському МТЗ-РІПО. Першу половину сезону 2005 року грав у «Волгарь-Газпромі». З 2005 по 2008 рік грав у клубах українських нижчих ліг. З 2009 по 2011 рік виступав за «СКА-Енергію» з Хабаровська.
З серпня 2013 року виступав в чемпіонаті Харківської області за клуб «Колос» (Зачепилівка) з Зачепилівки. Згодом грав за клуби «Квадро» (Первомайський), «Нафтовик-Укрнафта» та «Скіф» (Шульгинка).

## Виступи за збірні
З 1996 по 2001 рік виступав за юнацьку і молодіжну збірну України.

## Тренерська кар'єра
2022 року переїхав до Росії, де став асистентом головного тренера клубу «Строгіно» у другій лізі чемпіонату.